# ジュニアグローリー
ジュニアグローリーは、岐阜県地方競馬組合が笠松競馬場ダート1400mで施行する地方競馬の重賞競走である。格付けはSPII。正式名称は「中日スポーツ杯 ジュニアグローリー」。

## 概要
2024年（2023年度）に新設された3歳馬によるダート1400mで行われる重賞競走である。創設時の格付けはSPIII（2026年よりSPIIに昇格予定）。
2024年の第1回は、「創刊70周年記念中日スポーツ杯 ジュニアグローリー」の名称で施行された。

### 条件・賞金等（2024年）
出走資格
サラブレッド系3歳、東海所属（東海所属として本年2月21日までに出走している馬。）
フルゲートは12頭で、出走枠は笠松所属馬8頭以上、名古屋所属馬4頭以下（出走希望申込頭数がフルゲートに達しない時は、番組賞金順に選定・補充）
負担重量
別定。56kg（牝馬2kg減）
賞金額
1着300万円、2着105万円、3着60万円、4着30万円、5着15万円、着外3万円
副賞
中日スポーツ総局長賞。

## 歴代優勝馬
| 回数  | 施行日       | 距離  | 優勝馬             | 性齢 | 所属 | 勝時計 | 優勝騎手 | 管理調教師 | 馬主               |
| ----- | ------------ | ----- | ------------------ | ---- | ---- | ------ | -------- | ---------- | ------------------ |
| 第1回 | 2024年3月7日 | 1400m | スティールアクター | 牡3  | 愛知 | 1:26.6 | 加藤聡一 | 角田輝也   | 菅野守雄           |
| 第2回 | 2025年3月6日 | 1400m | ミランミラン       | 牡3  | 笠松 | 1:29.8 | 筒井勇介 | 田口輝彦   | （有）新生ファーム |

### 各回競走結果の出典
- ジュニアグローリー　歴代優勝馬 - 地方競馬全国協会
- JBISサーチ
  - 2024年